# Caloptilia burserella
Caloptilia burserella là một loài bướm đêm thuộc họ Gracillariidae. Nó được tìm thấy ở Cuba và Hoa Kỳ (Florida).
Ấu trùng ăn Bursera gummifera, Bursera simaruba và Persea americana. Chúng ăn lá nơi chúng làm tổ.